# 사빈
사빈(沙濱)은 하천에서 운반되거나 파도에 의한 해안 침식으로 인해 생긴 모래가 퇴적되어 만들어지는 모래해안을 말한다. 가장 널리 분포하는 해안 퇴적 지형이며, 수역에 인접한 느슨한 퇴적물로 수면 위에 노출되어 있다. 작은 입자들로 구성되어 있는 사빈은 대체로 폭이 넓고 바다 쪽으로 완만하게 경사져 있는 반면에, 입자가 큰 퇴적물로 구성된 사빈은 일반적으로 경사가 더 가파르다.

## 형성
후빙기에 주로 유입하천에 의해 운반된 모래가 퇴적되어 형성되거나, 해식애와 인접 해안의 침식으로 생긴 사력 등이 연안의 파랑이나 바닷물의 흐름에 의해 운반, 퇴적되어 생성된다. 온대지방에는 주로 석영으로 구성되어 있으며, 일부 장석과 함께 소량의 중광 물도 나타난다. 반면, 열대지방에는 산호파편이나 조개껍데기 같은 생물의 골 격물 등으로 이루어진 석회질 모래가 많이 쌓인다. 또한 금 ・ 타이타늄 ・ 게르마늄등과 같은 귀중한 금속이 논집되어 있기도 하다.

## 구성
후빈은 만조선에서 육지 방향으로 이어지는 해빈의 높은 부분을 말한다. 이곳은 대체로 건조하며 격심한 폭풍 시에 발생하는 높은 파랑만이 이곳에 닿는다. 사빈은 하나 혹은 여러 개의 범으로 구성되어 있는데, 퇴적물이 파랑에 의해 다소 평평하게 쌓인 단이다. 전빈은 조석의 승강운동에 의해 정기적으로 침수되고 노출되는 구간이다.

## 같이 보기
- 사주
- 석호
- 육계사주